# Norin 10

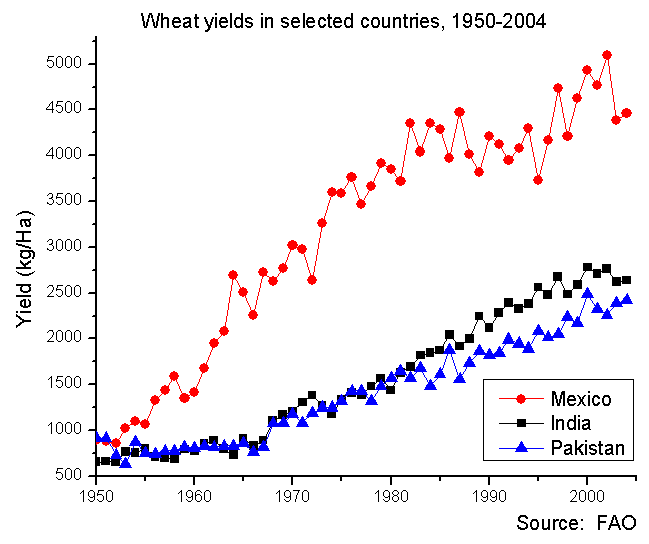
Ріст урожаю пшениці у Мексиці, Індії та Пакистані з 50-х до 2000-х років

Norin 10 (яп. 小麦農林10号) — карликовий сорт пшениці, що використовувався для виведення сучасних сортів у ході схрещування під час Зеленої революції.

## Історія
Небагато сортів м'якої пшениці мають генетично обумовлену нелетальну карликовість рослин. Вони мають найбільшу селекційну цінність як донори низькорослості при створенні короткостеблих сортів інтенсивного типу. Японський сорт Norin 10 відіграв видатну роль у світовій селекції пшениці. Саме його схрещували з плодовитими довгостеблими сортами, щоб отримати потрібний результат. Активно використовуються два гена короткостеблості — rht1 і rht2 від сорту Norin 10, і більш обмежено, Rht3 від сорта Tom Pouce (Tom Thumb). 
Виведений у 1935 японським вченим Гонджіро Яназука (Gonjoro Inazuka) на дослідній станції Міністерства сільського, лісового й водного господарств Японії
Використання нових сортів пшениці, отриманих від схрещування з Norin 10, допомогли деяким країнам, що розвиваються, наростити урожай на 50 %.